# Schandmaul/Diskografie
Diese Diskografie ist eine Übersicht über die musikalischen Werke der deutschen Mittelalter-Folk-Rock-Band Schandmaul. Den Quellenangaben zufolge hat sie bisher mehr als eine Million Tonträger verkauft. Ihre erfolgreichsten Veröffentlichungen sind das siebente Studioalbum Traumtänzer, das achte Studioalbum Unendlich mit jeweils über 100.000 verkauften Einheiten und das neunte Studioalbum LeuchtFeuer, das 2016 Platz eins der deutschen Albumcharts belegte.

## Alben

### Studioalben
| Jahr | Titel Musiklabel                                                                             | Höchstplatzierung, Gesamtwochen, AuszeichnungChartplatzierungen (Jahr, Titel, Musiklabel, Platzierungen, Wochen, Auszeichnungen, Anmerkungen) | Höchstplatzierung, Gesamtwochen, AuszeichnungChartplatzierungen (Jahr, Titel, Musiklabel, Platzierungen, Wochen, Auszeichnungen, Anmerkungen) | Höchstplatzierung, Gesamtwochen, AuszeichnungChartplatzierungen (Jahr, Titel, Musiklabel, Platzierungen, Wochen, Auszeichnungen, Anmerkungen) | Anmerkungen                                                          |
| Jahr | Titel Musiklabel                                                                             | DE | AT | CH | Anmerkungen                                                          |
| ---- | -------------------------------------------------------------------------------------------- | --- | --- | --- | -------------------------------------------------------------------- |
| 1999 | Wahre Helden Eigenvertrieb (1999) / F.A.M.E. Artist Recordings (2003)                        | — | — | — | Erstveröffentlichung: 1. Juni 1999 Neuveröffentlichung: 3. März 2003 |
| 2000 | Von Spitzbuben und anderen Halunken Eigenvertrieb (2000) / F.A.M.E. Artist Recordings (2001) | — | — | — | Erstveröffentlichung: 7. Dezember 2000 Remix: 19. Oktober 2001       |
| 2002 | Narrenkönig F.A.M.E. Artist Recordings                                                       | DE70 (1 Wo.)DE | — | — | Erstveröffentlichung: 7. Oktober 2002                                |
| 2004 | Wie Pech & Schwefel F.A.M.E. Artist Recordings                                               | DE13 (6 Wo.)DE | — | — | Erstveröffentlichung: 26. April 2004                                 |
| 2006 | Mit Leib und Seele F.A.M.E. Artist Recordings                                                | DE10 (10 Wo.)DE | AT62 (1 Wo.)AT | CH99 (1 Wo.)CH | Erstveröffentlichung: 31. März 2006                                  |
| 2008 | Anderswelt F.A.M.E. Artist Recordings                                                        | DE8 (15 Wo.)DE | AT43 (3 Wo.)AT | CH44 (3 Wo.)CH | Erstveröffentlichung: 4. April 2008                                  |
| 2011 | Traumtänzer F.A.M.E. Artist Recordings                                                       | DE4 Gold · (11 Wo.)DE | AT10 (5 Wo.)AT | CH36 (3 Wo.)CH | Erstveröffentlichung: 28. Januar 2011 Verkäufe: + 100.000            |
| 2014 | Unendlich Vertigo/Capitol (UMG)                                                              | DE2 Gold · (16 Wo.)DE | AT6 (6 Wo.)AT | CH23 (4 Wo.)CH | Erstveröffentlichung: 24. Januar 2014 Verkäufe: + 100.000            |
| 2016 | LeuchtFeuer Vertigo/Capitol (UMG)                                                            | DE1 (9 Wo.)DE | AT8 (2 Wo.)AT | CH21 (2 Wo.)CH | Erstveröffentlichung: 16. September 2016                             |
| 2019 | Artus Vertigo (UMG)                                                                          | DE2 (10 Wo.)DE | AT11 (2 Wo.)AT | CH20 (1 Wo.)CH | Erstveröffentlichung: 3. Mai 2019                                    |
| 2022 | Knüppel aus dem Sack Napalm Records (UMG)                                                    | DE5 (5 Wo.)DE | AT29 (1 Wo.)AT | CH35 (1 Wo.)CH | Erstveröffentlichung: 10. Juni 2022                                  |

### Livealben
| Jahr | Titel Musiklabel                                                  | Höchstplatzierung, Gesamtwochen, AuszeichnungChartplatzierungen (Jahr, Titel, Musiklabel, Platzierungen, Wochen, Auszeichnungen, Anmerkungen) | Höchstplatzierung, Gesamtwochen, AuszeichnungChartplatzierungen (Jahr, Titel, Musiklabel, Platzierungen, Wochen, Auszeichnungen, Anmerkungen) | Höchstplatzierung, Gesamtwochen, AuszeichnungChartplatzierungen (Jahr, Titel, Musiklabel, Platzierungen, Wochen, Auszeichnungen, Anmerkungen) | Anmerkungen                                                                  |
| Jahr | Titel Musiklabel                                                  | DE | AT | CH | Anmerkungen                                                                  |
| ---- | ----------------------------------------------------------------- | --- | --- | --- | ---------------------------------------------------------------------------- |
| 2003 | Hexenkessel F.A.M.E. Artist Recordings                            | DE52 (2 Wo.)DE | — | — | Erstveröffentlichung: 23. Juni 2003                                          |
| 2005 | Kunststück – live aus dem Circus Krone F.A.M.E. Artist Recordings | DE12 (7 Wo.)DE | — | — | Erstveröffentlichung: 25. Juli 2005 mit dem Puchheimer Jugendkammerorchester |
| 2009 | Sinnfonie F.A.M.E. Artist Recordings                              | DE12 (10 Wo.)DE | — | — | Erstveröffentlichung: 24. April 2009                                         |

### Kompilationen
| Jahr | Titel Musiklabel                           | Höchstplatzierung, Gesamtwochen, AuszeichnungChartplatzierungen (Jahr, Titel, Musiklabel, Platzierungen, Wochen, Auszeichnungen, Anmerkungen) | Höchstplatzierung, Gesamtwochen, AuszeichnungChartplatzierungen (Jahr, Titel, Musiklabel, Platzierungen, Wochen, Auszeichnungen, Anmerkungen) | Höchstplatzierung, Gesamtwochen, AuszeichnungChartplatzierungen (Jahr, Titel, Musiklabel, Platzierungen, Wochen, Auszeichnungen, Anmerkungen) | Anmerkungen                           |
| Jahr | Titel Musiklabel                           | DE | AT | CH | Anmerkungen                           |
| ---- | ------------------------------------------ | --- | --- | --- | ------------------------------------- |
| 2013 | So weit, so gut F.A.M.E. Artist Recordings | DE7 (3 Wo.)DE | AT61 (1 Wo.)AT | — | Erstveröffentlichung: 30. August 2013 |

### EPs
- 2006: Kein Weg zu weit (F.A.M.E. Artist Recordings)

## Singles
| Jahr | Titel Album               | Höchstplatzierung, Gesamtwochen, AuszeichnungChartplatzierungen (Jahr, Titel, Album, Platzierungen, Wochen, Auszeichnungen, Anmerkungen) | Höchstplatzierung, Gesamtwochen, AuszeichnungChartplatzierungen (Jahr, Titel, Album, Platzierungen, Wochen, Auszeichnungen, Anmerkungen) | Höchstplatzierung, Gesamtwochen, AuszeichnungChartplatzierungen (Jahr, Titel, Album, Platzierungen, Wochen, Auszeichnungen, Anmerkungen) | Anmerkungen                           |
| Jahr | Titel Album               | DE | AT | CH | Anmerkungen                           |
| ---- | ------------------------- | --- | --- | --- | ------------------------------------- |
| 2005 | Bin unterwegs Kunststück  | DE59 (3 Wo.)DE | — | — | Erstveröffentlichung: 20. Juni 2005   |
| 2014 | Euch zum Geleit Unendlich | DE85 (1 Wo.)DE | — | — | Erstveröffentlichung: 10. Januar 2014 |

Weitere Singles
- 2002: Walpurgisnacht (limitierte Promo-Single)
- 2004: Leb
- 2005: Immer noch wach (Tanzwut feat. Schandmaul)
- 2006: Die Tür in mir / Der Untote (12" limitierte Schallplatte, auch als Picture Vinyl bekannt)
- 2006: Kein Weg zu weit (Promo-Single)
- 2010: Hexeneinmaleins (Promo-Single)
- 2011: Der Anker (Radiosingle)
- 2020: An der Tafelrunde (mit dArtagnan)
- 2025: In der Hand[2]

## Videoalben und Musikvideos

### Videoalben
- 2003: Hexenkessel
- 2005: Kunststück – live aus dem Circus Krone (Verkäufe: + 25.000, DE: Gold)
- 2008: Sinnbilder (Porträt der Bandmitglieder + Wackenkonzert 2007)
- 2009: Sinnfonie
- 2011: Schandfilm (Beilage zu Traumtänzer – Extended Version)
- 2014: Schandmaul – Eine Unendliche Geschichte (Beilage zur Unendlich Limited Deluxe Version sowie der Limited Super Deluxe Version, u. a. über das 15-jährige Schandmaul-Jubiläum in Köln)
- 2016: LeuchtFeuer – Hinter den Kulissen (Beilage zu LeuchtFeuer Limited Super Deluxe Fan Box)
- 2019: Kein Weg zu weit (Beilage zu Artus Limitierte Fan Box, Live-Mitschnitt des 20-jährigen Jubiläumskonzerts vom 16. November 2018 aus der Kölner Lanxess-Arena)

### Musikvideos
| Jahr | Titel                                        | Regisseur(e)          |
| ---- | -------------------------------------------- | --------------------- |
| 2008 | Frei                                         | Jörg Maas             |
| 2010 | Geas Traum                                   | Sebastian Bartolitius |
| 2013 | Bunt und nicht braun                         | Andreas Wagenhofer    |
| 2013 | Der Teufel …                                 | Andreas Wagenhofer    |
| 2014 | Euch zum Geleit                              | Markus Gerwinat       |
| 2014 | Der Teufel 2.0 (Internationale Version)      | Andreas Wagenhofer    |
| 2014 | Der Teufel 2.3 (Internationale Version)      | Andreas Wagenhofer    |
| 2015 | Der Teufel 2.4 (Internationale Version 2015) | Andreas Wagenhofer    |
| 2015 | Loki                                         | Tommy Krappweis       |
| 2015 | Ein echter wahrer Held                       | Tommy Krappweis       |
| 2016 | LeuchtFeuer                                  | Markus Gerwinat       |
| 2016 | Zu zweit allein                              | Markus Gerwinat       |
| 2016 | Zeit                                         | Markus Gerwinat       |
| 2016 | Tjark Evers                                  | Matthias Klimsa       |
| 2019 | Froschkönig                                  | Tommy Krappweis       |
| 2019 | Die Insel – Ynys Yr Afallon                  | Tommy Krappweis       |
| 2019 | Der Totengräber                              | Tommy Krappweis       |
| 2020 | An der Tafelrunde (mit dArtagnan)            |                       |
| 2022 | Knüppel aus dem Sack                         |                       |

## Sonderveröffentlichungen

### Alben
- 2008: Anderswelt (Vorproduktion) (nur als MP3 erschienen)
- 2009: Sinnfonie (Boxset) (2er-Live-CD und 2er-Live-DVD)
- 2009: Sinnfonie (streng limitierte Fan-Edition) (3er-Live-CD und 2er-Live-DVD + Porträt-Film + Live-Konzert vom Wacken Open Air 2007 + Andersvolk – Der Fan Film + Heckscheibenaufkleber, Backstagepass, Schlüsselband + 32 Seiten Booklet)
- 2014: Unendlich (Limited Deluxe Version) (enthält zusätzlich zum Originalalbum noch eine CD mit Akustikversionen und eine DVD über die Entstehung des Albums)
- 2014: Unendlich (Limited Super Deluxe Version) (enthält zusätzlich zum Originalalbum noch eine CD mit Akustikversionen, eine DVD über die Entstehung des Albums, ein Fotobuch, ein Doppel-Vinyl-Album (10 inch) und weitere Bonusartikel)
- 2014: Unendlich (Limited Super Deluxe Version) von EMP Merchandising (zusätzlich zur regulären Limited Super Deluxe Version ist noch die CD Unendlich Demos enthalten)
- 2015: Unendlich (Re-Edition) (enthält zusätzlich zum Originalalbum noch die vier Schandmaul-Titel vom Soundtrack des Films Mara und der Feuerbringer)
- 2016: LeuchtFeuer (Limited Special Edition) (enthält zusätzlich zum Originalalbum vier weitere Titel und eine CD mit Demoversionen der regulären Albumtitel)
- 2016: LeuchtFeuer (Limited Super Deluxe Fan Box) (enthält zusätzlich zum Originalalbum vier weitere Titel, eine CD mit Demoversionen der regulären Albumtitel, eine DVD über die Entstehung des Albums, ein Hardcoverbuch, ein Doppel-Vinyl-Album (10 inch) und ein Poster)
- 2019: Artus Limitierte Special Edition (enthält zusätzlich zum Originalalbum drei weitere Titel auf einer Bonus-CD im orchestralen Gewand)
- 2019: Artus Limitierte Fanbox (enthält zusätzlich zum Originalalbum drei weitere Titel auf einer Bonus-CD im orchestralen Gewand, eine DVD mit einem Live-Mitschnitt vom 20-jährigen Jubiläumskonzert vom 16. November 2019 aus der Kölner Lanxess Arena, ein Doppel-Vinyl-Album (10"), drei Bilder, eine Fahne)

### Samplerbeiträge
Studioaufnahmen
- 2000: Der letzte Tanz und Der Talisman (Deutscher Folkförderpreis 2000)
- 2006: Magda Treadgolds Märchen (Neil Gaiman – Where’s Neil When You Need Him?)
- 2008: Die Melodie (Sonic Seducer Cold Hands Seduction Vol. 81)
- 2012: Ritterfest (Der Süden rockt!)
- 2012: Knochenschiff (XX – Eisheilige Nacht; Original: Subway to Sally)
- 2014: Bunt und nicht Braun (Demo) (Sonic Seducer Cold Hands Seduction Volume 150)
- 2014: Wickie (Giraffenaffen 3)
- 2015: Falsche Freunde (15 Jahre Saltatio Mortis; Original: Saltatio Mortis)

Liveaufnahmen
- 2013: Hofnarr und Das Teufelsweib (Live at Wacken 2012)
- 2014: Vogelfrei (Live at Wacken 2014)

Soundtracks
- 2004: Drachentöter (Die Nibelungen)
- 2015: Vergessenszauber, Loki, Ein echter wahrer Held und Ein echter wahrer Held (Soundtrack Version) (Mara und der Feuerbringer)

Videoalben
- 2008: Walpurgisnacht und Dein Anblick (Live at Wacken 2007)
- 2010: Wolfsmensch (Live at Wacken 2009)
- 2013: Das Teufelsweib, Hofnarr und Traumtänzer (Live at Wacken 2012)
- 2014: Vogelfrei und Dein Anblick (25 Years of Wacken)

Hörspiele
- 2012: Dein Anblick (Dragonbound Episode 10 – Herzen aus Finsternis)

### Gastbeiträge
- 2003: Scheisse am Schuh (Stoppok feat. Schandmaul; Album: Bla-Bla Nonstop)
- 2006: Immer noch wach (Tanzwut; Album: Schattenreiter)

### Sonstige Veröffentlichungen
- 2008: HibbelFolkFunk (Anderswelt-Outtake, nur als MP3 erschienen)
- 2016: LeuchtFeuer live & akustisch (Livekonzert vom 9. September 2016 in der Framus & Warwick Music Hall; Veröffentlichung auf YouTube)
- 2016: Schandmaul Live in Köln im RheinEnergie Stadion – Unheilig Abschlusskonzert (Livekonzert vom 10. September 2016 im Kölner Rheinenergiestadion; Veröffentlichung auf YouTube)
- 2017: Schandmaul – Full Show – Live at Wacken Open Air 2012 (Livekonzert vom 4. August 2012 beim Wacken Open Air; Wacken TV, Veröffentlichung auf YouTube)
- 2017: M’era Luna Festival 2017: Schandmaul live (Livekonzert vom 13. August 2017 beim M’era Luna Festival, veröffentlicht vom NDR)
- 2020: Zeitreise (2020 veranstalte die Band eine StartNext-Kampagne, bei der u. a. zwei unveröffentlichte Songs ersteigert werden konnten.[13] Der neue Rechteinhaber des Songs Zeitreise veranstaltete im November 2020 mit dem Lied eine Benefizaktion für die Band.[14])

## Hörspiele
- 2014: Schandmäulchens Abenteuer (Kinder- und Liederbuch mit Hörspiel- und Lieder-CD)

## Boxsets
- 2005: Doppelpackage (enthält Hexenkessel & Künststück, jeweils live CD und DVD)
- 2010: 7 auf einen Streich (Box mit den ersten fünf Studioalben und den Livealben Hexenkessel und Kunststück -jeweils CD und DVD- sowie EPK-DVD zum Album Traumtänzer, Schandmaul/Wolfgang-Hohlbein-Lesezeichen und Freischaltcode für Online-Single Hexeneinmaleins)
- 2014: Albumklassiker (enthält Wahre Helden, Spitzbuben und andere Halunken & Hexenkessel)
- 2014: Es war einmal… (Box mit den ersten sieben Studioalben)
- 2015: Albumklassiker II  (enthält Narrenkönig, Wie Pech & Schwefel & Kunststück)
- 2015: Albumklassiker III (enthält Mit Leib und Seele, Anderswelt & Sinnfonie)
- 2016: Original Album Classics Vol. 1 (enthält Wahre Helden, Spitzbuben und andere Halunken, Narrenkönig, Hexenkessel & Wie Pech & Schwefel)
- 2017: Original Album Classics Vol. 2 (enthält Kunststück – live aus dem Circus Krone, Mit Leib und Seele, Anderswelt & Sinnfonie)

## Statistik

### Chartauswertung
|                     | DE     | AT    | CH    |
| ------------------- | ------ | ----- | ----- |
| Nummer-eins-Alben   | DE1DE  | AT—AT | CH—CH |
| Top-10-Alben        | DE8DE  | AT3AT | CH—CH |
| Alben in den Charts | DE13DE | AT8AT | CH7CH |

|                       | DE    | AT    | CH    |
| --------------------- | ----- | ----- | ----- |
| Nummer-eins-Singles   | DE—DE | AT—AT | CH—CH |
| Top-10-Singles        | DE—DE | AT—AT | CH—CH |
| Singles in den Charts | DE2DE | AT—AT | CH—CH |

### Auszeichnungen für Musikverkäufe
Anmerkung: Auszeichnungen in Ländern aus den Charttabellen bzw. Chartboxen sind in ebendiesen zu finden.
| Land/RegionAuszeichnungen für Musikverkäufe (Land/Region, Auszeichnungen, Verkäufe, Quellen) | Gold     | Platin | Verkäufe | Quellen           |
| -------------------------------------------------------------------------------------------- | -------- | ------ | -------- | ----------------- |
| Deutschland (BVMI)                                                                           | 3× Gold3 | —      | 225.000  | musikindustrie.de |
| Insgesamt                                                                                    | 3× Gold3 | —      |          |                   |